# Milan Stipić
Milan Stipić (ur. 28 grudnia 1978 w Bosanski Novi) – chorwacki duchowny katolicki obrządku bizantyjsko-słowiańskiego, administrator apostolski sede vacante eparchii Kriżewczyński w latach 2019–2020, biskup eparchii Kriżewczyński i tym samym głowa Chorwackiego Kościoła greckokatolickiego od 2020.

## Życiorys
Milan Stipić urodził się 28 grudnia 1978 w Bosanski Novi (Bośnia i Hercegowina). Uczęszczał do Wyższego Seminarium Duchownego Greckokatolickiego w Zagrzebiu i studiował na tamtejszym Wydziale Teologii Katolickiej (1997–2003). 8 listopada 2002 otrzymał święcenia diakonatu, a 18 października 2003 prezbiteratu.
Po święceniach pełnił następujące funkcję: 2003–2009: proboszcz we wsi Kašt i Radatovići (do 2012); 2007: otrzymał tytuł arcykapłana oraz został duszpasterzem grekokatolików wikariatu dalmatyńskiego; 2012–2020: proboszcz Przemienienia Pańskiego w Jastrebarsku.
18 marca 2019 papież Franciszek mianował go administratorem apostolskim sede vacante eparchii Kriżewczyńskiej, a 13 kwietnia 2019 wprowadzony został do służby w katedrze św. Trójcy w Kriżewczy.
8 września 2020 papież Franciszek prekonizował go biskupem eparchii Kriżewczyńskiej. 17 października 2020 otrzymał chirotonię biskupią i odbył ingres do katedry św. Trójcy w Kriżewczy. Głównym konsekratorem był biskup Nikola Kekić – emerytowany eparcha Kriżewczyńskiej, zaś współkonsekratorami kardynał Josip Bozanić, arcybiskup metropolita Zagrzebia, i arcybiskup Giorgio Lingua, nuncjusz apostolski w Chorwacji. Jako zawołanie biskupie przyjął słowa „Živjet ću i kazivat ću djela Gospodnja” (Będę żył i będę mówił dzieła Pańskie).